# Karagheorghievo, Burgas
Karageorgievo (în bulgară Карагеоргиево) este un sat în Obștina Aitos, Regiunea Burgas, Bulgaria.

## Demografie
Componența etnică a satului Karagheorghievo
     Turci (92,72%)
     Bulgari (1,26%)
     Romi (5,27%)
     Nicio identificare (0,74%)
La recensământul din 2011, populația satului Karagheorghievo era de 1.347 locuitori. Din punct de vedere etnic, majoritatea locuitorilor (92,72%) erau turci, existând și minorități de romi (5,27%) și bulgari (1,26%). Pentru 0,74% din locuitori nu este cunoscută apartenența etnică.